# Eko (musikgrupp)
Eko  är en svensk musikgrupp som bildades 2009.
Bandet består av Anna Lidman och Hannes Lundberg från Skellefteå och Michael Ottosson från Bengtsfors. De tävlade i Melodifestivalen 2014 efter att ha vunnit Svensktoppen nästa 2013.

## Historik
Bandet vann Svensktoppen nästa 2013 med låten, "Yellow" och blev därmed en av deltagarna som fick tävla i Melodifestivalen 2014. De tävlade där med låten "Red".

## Diskografi

### Singlar
- Red (2014)
- Yellow (2013)